# Sinjani
Sinjani (en rus: Синжаны) és un poble de l'óblast de Vladímir, a Rússia, segons el cens del 2010 tenia 276 habitants. Pertany al districte municipal de Mélenki.